# Giuseppe Bove
Giuseppe Giovanni Bove, russificato in Osip Ivanovič Bove (in russo Осип Иванович Бове?; San Pietroburgo, 4 novembre 1784 – Mosca, 28 giugno 1834), è stato un urbanista e architetto russo del neoclassicismo di origine italiana.
È famoso per aver supervisionato la ricostruzione di Mosca dopo l'incendio del 1812.

## Biografia

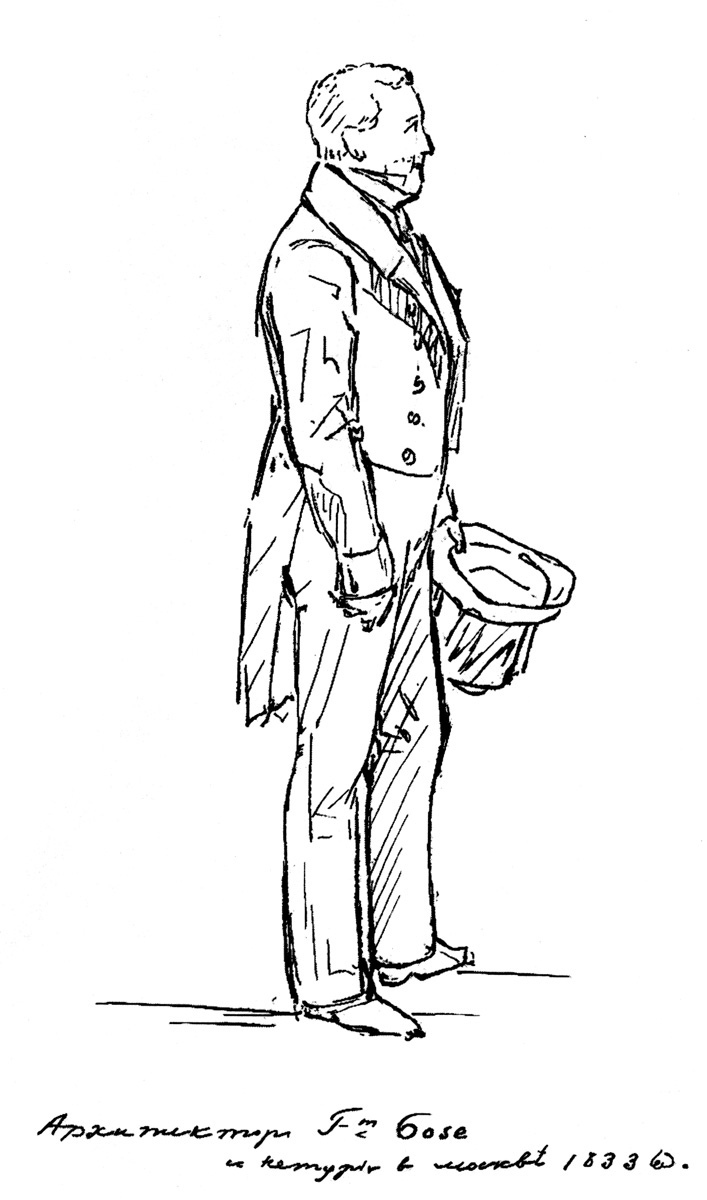
Schizzo dell'architetto Giuseppe Bove di Grigorij Černecov, 1815

Giuseppe Bove nacque nel 1784 a San Pietroburgo da Ekaterina Knappe, figlia dell'artista tedesco Karl Friedrich Knappe, e dal pittore napoletano Vincenzo Giovanni, che da Napoli si era trasferito a San Pietroburgo nel 1782 al seguito dell'ambasciatore napoletano Antonino Maresca, duca di Serracapriola per lavorare al Museo dell'Ermitage. Il nome Giuseppe dato al battesimo fu poi mutato alla maniera russa in Osip Ivanovich. Poco dopo la nascita di Osip, la famiglia si trasferì a Mosca.
Dal 1802 al 1807 frequentò la scuola di architettura nella "Spedizione della costruzione del Cremlino", un'organizzazione statale dell'Impero russo che si occupava dei lavori di costruzione e riparazione del Cremlino, dei palazzi imperiali di Mosca e dei suoi dintorni. Entrò in servizio nel 1801, partecipando a vari lavori di manutenzione del Cremlino e lavorando sotto la direzione di Matvej Fëdorovič Kazakov e Carlo Rossi a Mosca e Tver'.
Durante la campagna di Russia di Napoleone Bove prestò servizio come cornetta del 16º reggimento Ussari di Irkutsk.

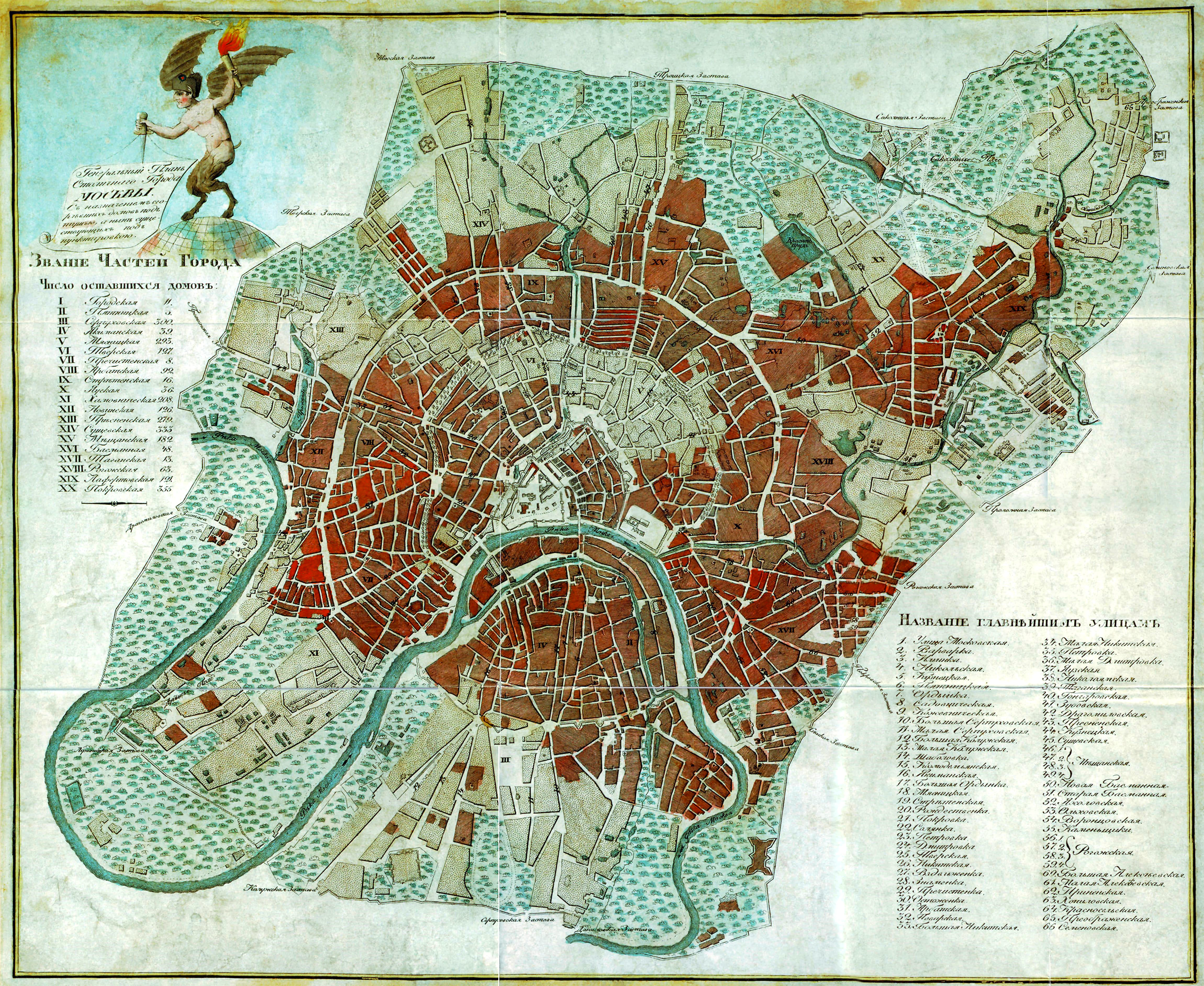
Una mappa del 1817. In rosso le zone di Mosca distrutte dall'incendio del 1812

Nel 1813, dopo l'incendio di Mosca del 1812 che aveva completamente distrutto circa i due terzi di tutti gli edifici residenziali della città e migliaia di edifici pubblici, venne istituita un'apposita commissione per coordinare la ricostruzione della città nella quale furono incaricati diversi architetti nella progettazione di nuovi edifici in zone specifiche della città.
In questo contesto Bove fu assunto dalla Commissione Edilizia di Mosca come architetto responsabile dell'area centrale della città, che comprendeva l'area intorno al Cremlino e via Tverskaya.
In questa funzione partecipò anche allo sviluppo di un piano generale per la ricostruzione di Mosca, redatto nel 1817.  Sotto la direzione di Bove furono riqualificate diverse famose piazze del centro storico di Mosca intorno al Cremlino, tra cui la Piazza Rossa e la Piazza del Teatro, a poche centinaia di metri più a nord. Progettò la galleria commerciale delle File superiori dei negozi, precursore dell'odierno grande magazzino GUM, costruito nel 1893 al posto della stessa galleria.
Inoltre fece demolire le fortificazioni di terra intorno al Cremlino e riempire il fossato, fece allestire i giardini di Alessandro, fece costruire il Maneggio e progettò l'arco di Trionfo (1827-1834) presso la piazza Tverskaja Zastava, che distrutto nel 1936, fu ricostruito nel 1968 vicino al Monumento alla Vittoria sulla collina Poklonnaja, allora in costruzione.
Nel 1820 progettò il suo edificio più famoso, il Teatro Bol'šoj, modificando un precedente progetto di Andrej Michailov.
Nel 1814 venne nominato alla guida del "Dipartimento Facciate", incaricato di approvare i progetti delle nuove facciate e di far rispettare l'ubicazione delle edifici secondo il nuovo piano regolatore stradale. Con l'approvazione del piano generale nel 1817, Bove rinnovò l'aspetto dell'antica capitale riuscendo ad incarnare l'ideale di una città-monumento alla gloria della grandezza dell'Impero russo.
Nel 1816 Bove ricevette ufficialmente il titolo di architetto dall'Accademia d'arte di Pietroburgo e si sposò con la vedova principessa Avdotya Semyonovna Trubeckoj, nata Guryeva (1786-1871).

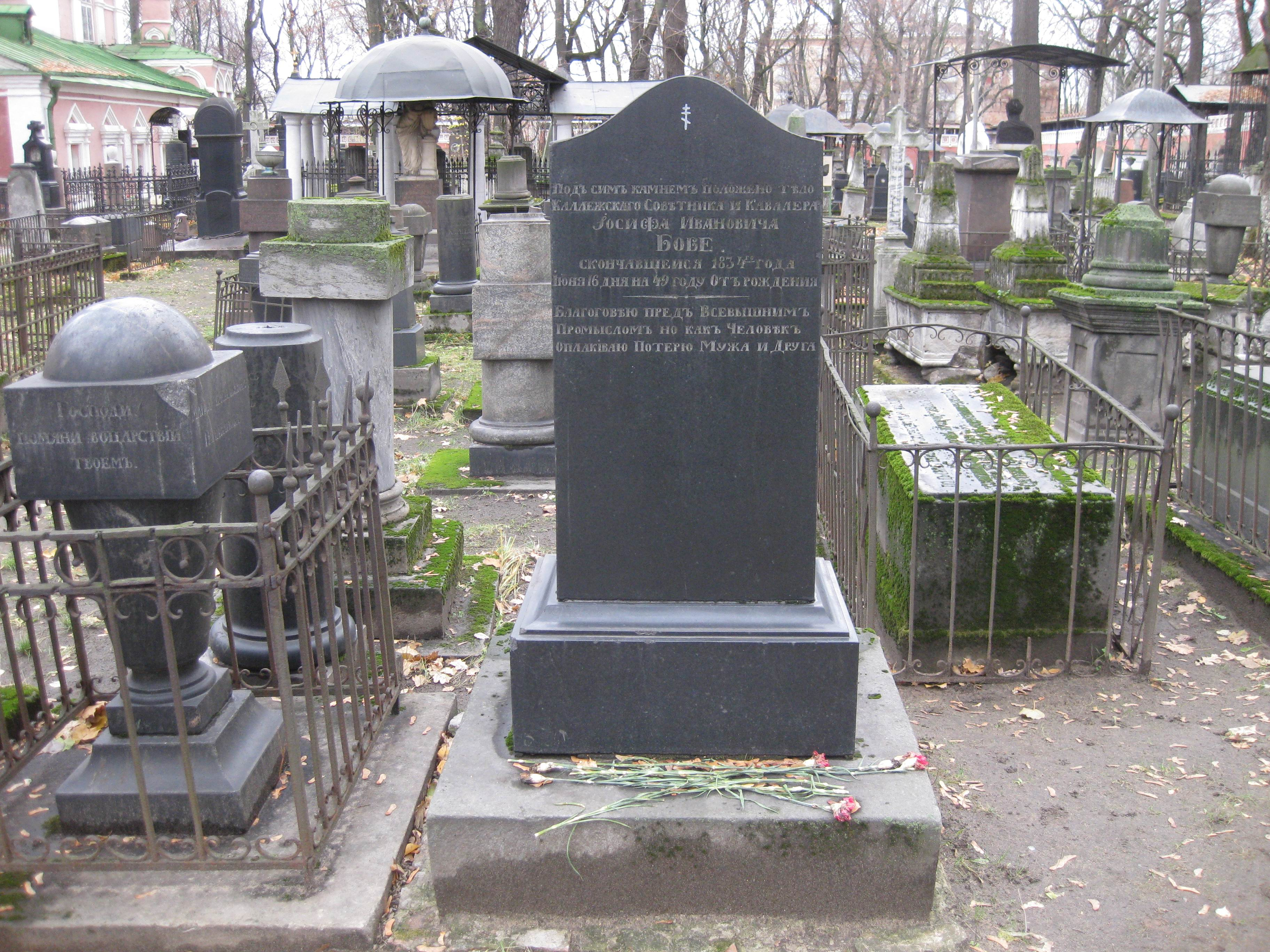
Tomba di Giuseppe Bove nel cimitero del monastero Donskoj

Bove morì nel 1834 a Mosca, venendo sepolto nel cimitero del monastero Donskoj.

## Opere

### Mosca

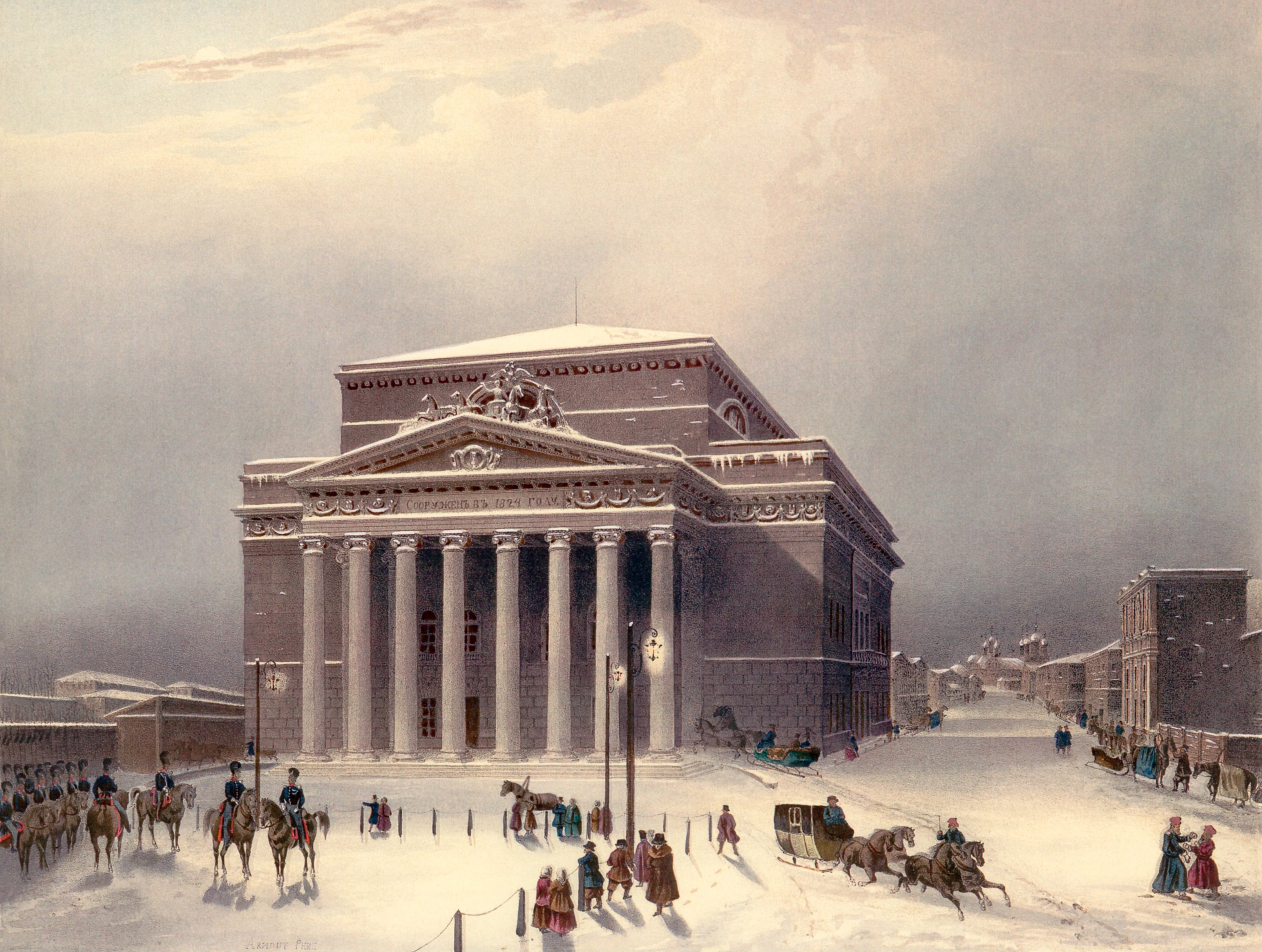
Teatro Bol'šoj prima della ristrutturazione del 1843

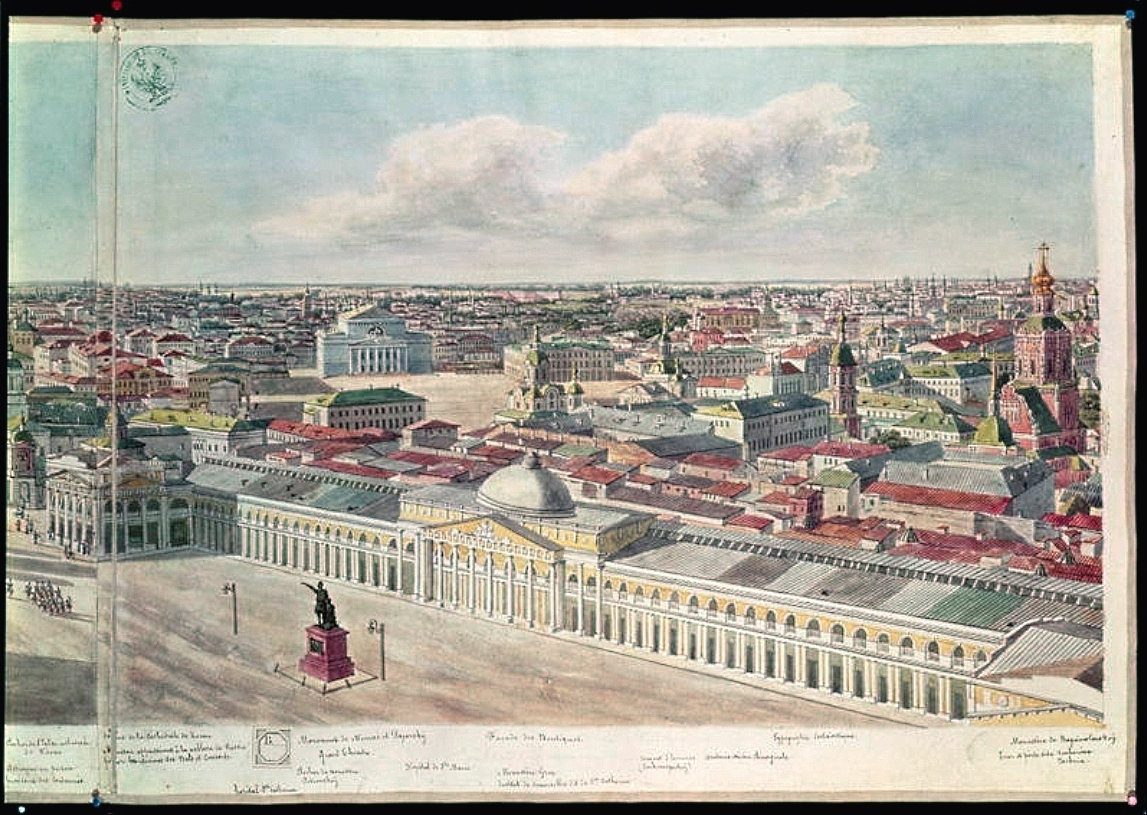
Galleria commerciale nella Piazza Rossa

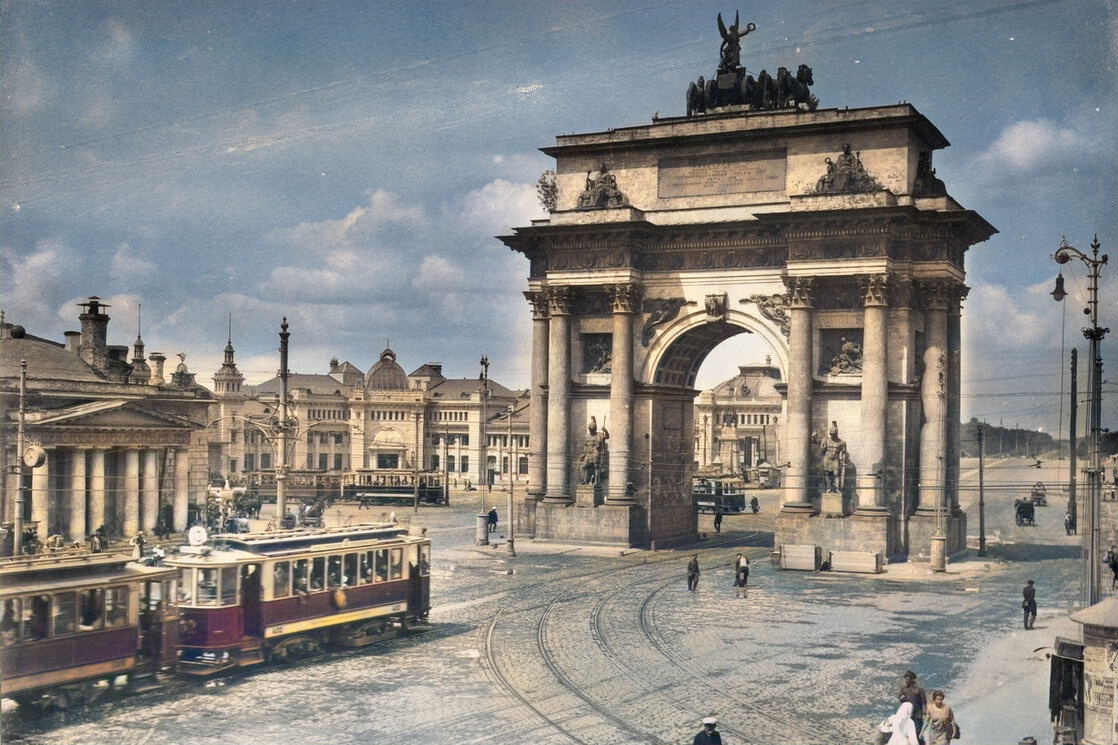
Arco di Trionfo presso piazza Tverskaja Zastava

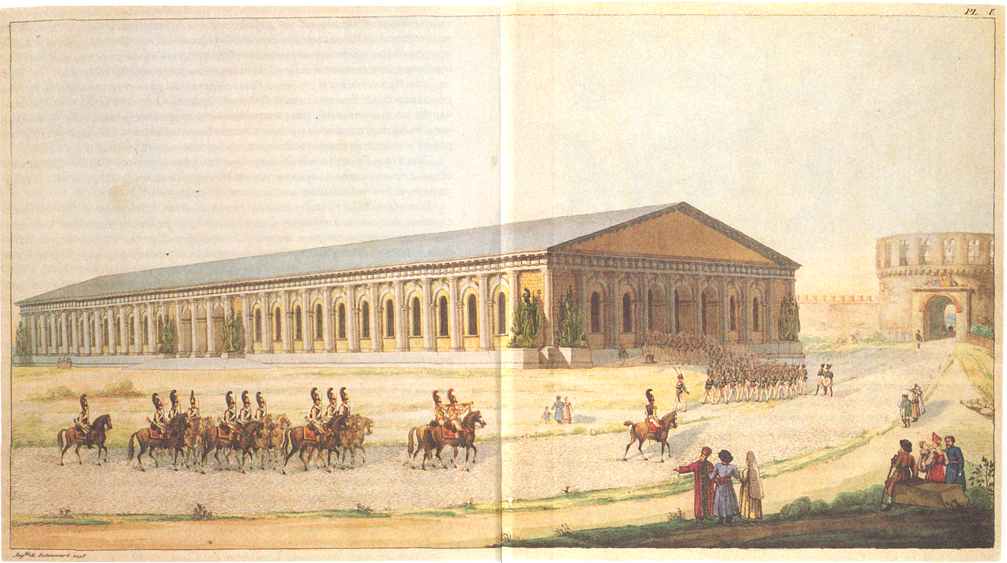
Maneggio di Mosca nel 1820

- 1814—1815 — Galleria commerciale di fronte al Cremlino (sul sito dove oggi sorge il GUM)
- 1820—1822 — Giardini di Alessandro
- 1824—1825 — Maneggio
- 1816 — riqualificazione e ricostruzione di Piazza Rossa
- 1818—1824 — Piazza del Teatro
- 1821—1824 — Teatro Bol'šoj
- 1827—1834 — Arco di Trionfo presso piazza Tverskaja Zastava (ora vicino al Parco della Vittoria)
- 1828—1833 — Ospedale clinico cittadino n. 1 intitolato a Nikolaj Ivanovič Pirogov
- 1822—1824 — Chiesa di San Nicola a Kotelniki
- 1825—1828 — Ricostruzione dell'Ospedale Novo-Ekaterininskij e costruzione della chiesa di Caterina la Grande Martire (ora Ospedale cittadino n. 24)
- Anni 1820 — Mercato di Piazza Taganskaja (non più esistente)
- 1830 — Grande chiesa dell'Ascensione presso Piazza Porta Nikickij (Completata dopo la morte di Bove da Afanasij Grigor'ev)
- 1832 — Ristrutturazione della chiesa dell’Icona della Madre di Dio gioia di tutti coloro che sono nella tristezza
- 1833 — Chiesa della Trinità Vivificante del Monastero Danilov

### Oblast' di Mosca

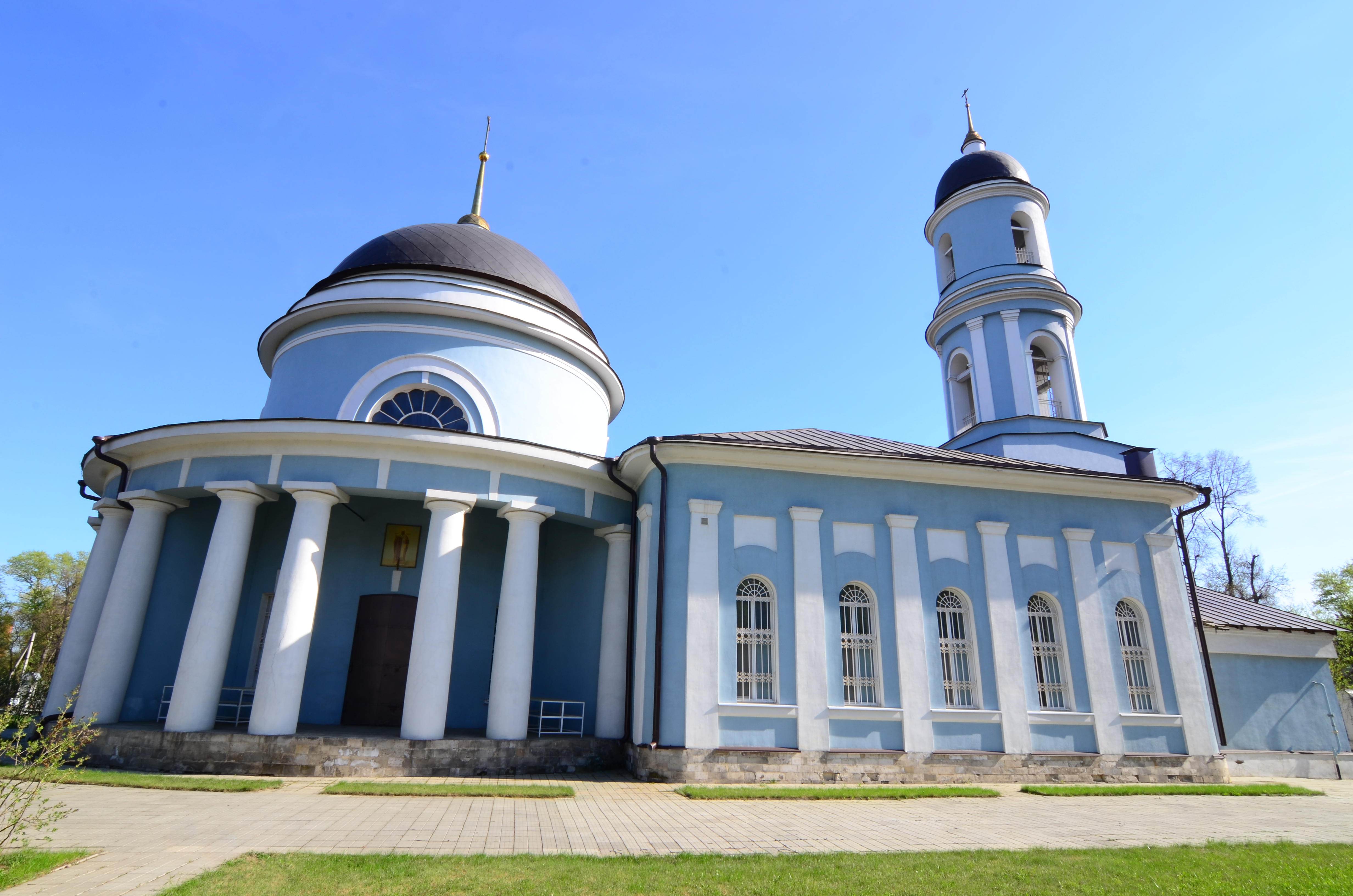
Chiesa dell'Intercessione

- 1802—1836 — Cattedrale della Trinità a Klin
- 1822 — Chiesa di San Michele Arcangelo ad Archangelskoe nel distretto di Ruza
- 1825—1828 — Chiesa dell'Intercessione a Pechra-Pokrovskoe, nel distretto di Balašicha
- 1830—1839 — Cattedrale dell'Assunzione della Beata Vergine Maria a Egor'evsk (non più esistente)

## Omaggi

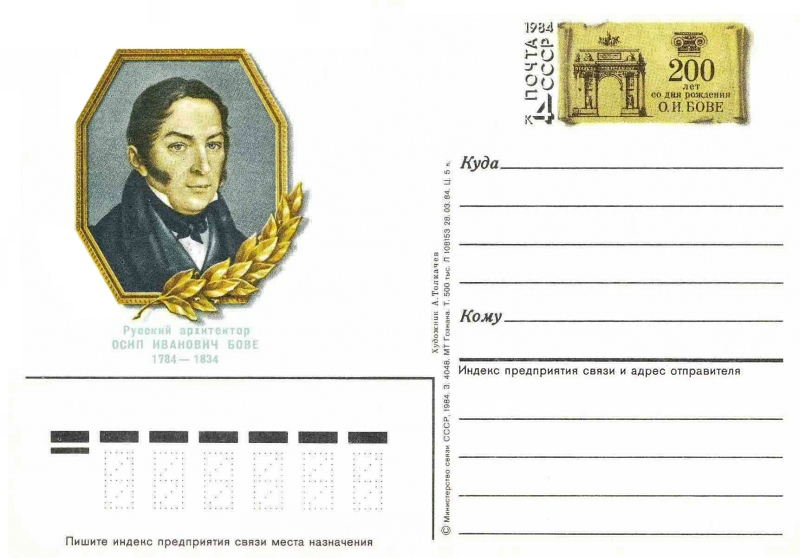
Cartolina postale dell'URSS, emessa nel 1984
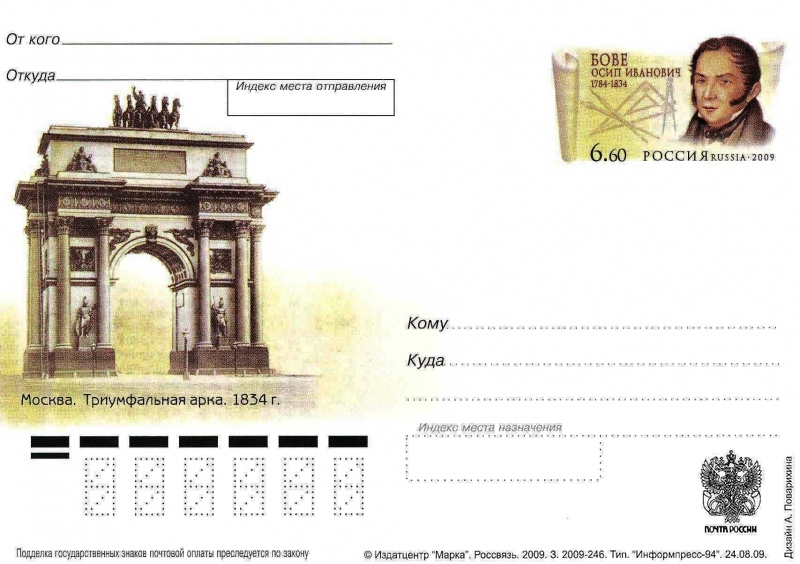
Cartolina postale della Russia, emessa nel 2009